# システム・ダイナミックス学会日本支部
システム・ダイナミックス学会日本支部（システム・ダイナミックスがっかいにほんしぶ、英名 The Japan Chapter of the System Dynamics Society、略称　JSD）は、en:System Dynamics Societyの支部のひとつであり、日本におけるシステム・ダイナミクスの理解促進、発展、利用と活用を目的として1990年に発足した学会。　
　 
2019年に日本語名称を「日本システム・ダイナミクス学会」に変更した。なお、国際学会の日本支部であることは変わりなく、英語名称は変更していない。 

## 事業
- システム・ダイナミックスに関する研究会の開催、図書・報告書・資料等の発行、調査研究、関連団体との連絡協議など[1]

## 学会誌
- 『システムダイナミックス』ISSN1347-0949